# انتخابات رئاسة إفريقيا الوسطى 1964
انتخابات رئاسة أفريقيا الوسطى 1964 هي الانتخابات الرئاسية التي جرت في 1964، في جمهورية أفريقيا الوسطى، فاز بالانتخابات ديفيد داكو.

## المرشحين
| المرشح     | الحزب | عدد الأصوات |
| ---------- | ----- | ----------- |
| ديفيد داكو |       |             |